# Ferrisaurus
Ferrisaurus sustutensis is een plantenetende ornithischische dinosauriër, behorende tot de Ceratopia, die tijdens het late Krijt leefde in het gebied van het huidige Canada.

## Vondst en naamgeving

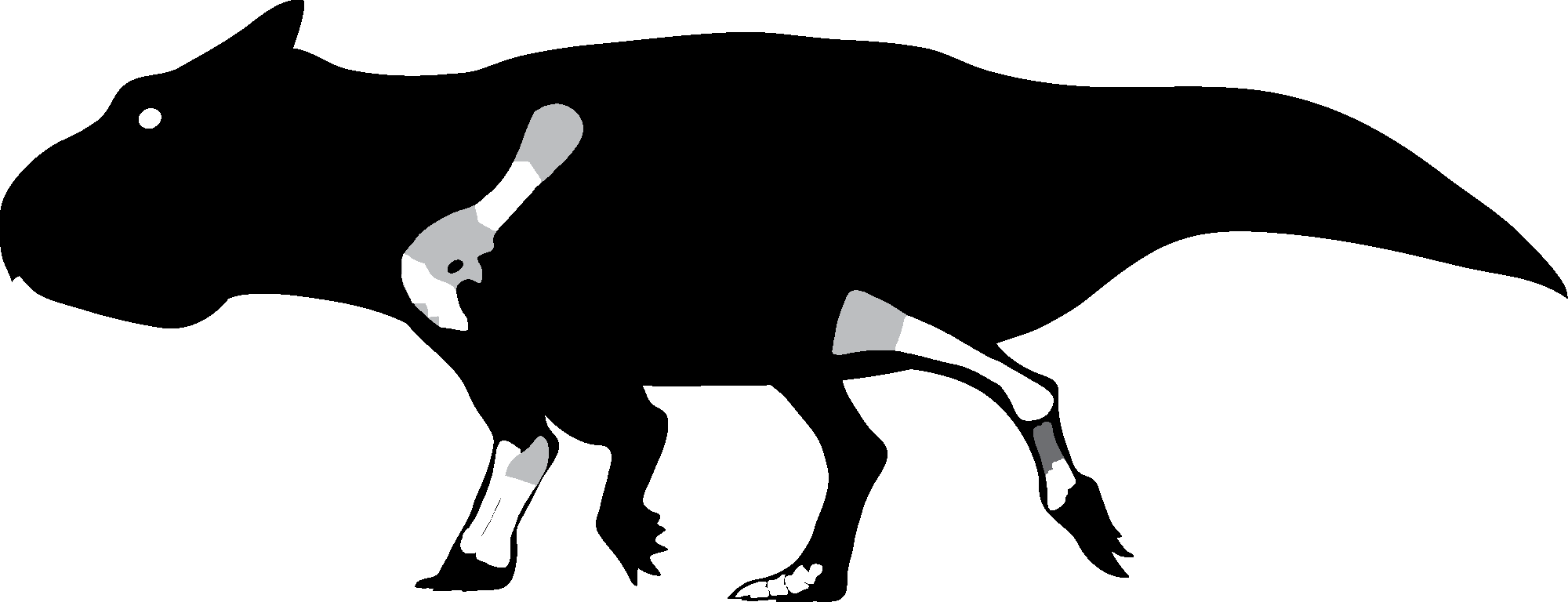
De bewaarde resten van het holotype

In 1971 werd langs de rivier de Sustut in British Columbia een spoorweg aangelegd, de BC Rail line. Geoloog Kenny F. Larsen, met een geigerteller op zoek naar uranium, vond op enkele honderden meters van de samenvloeiing van de Sustut met de Birdflat Creek in een puinhoop wat beenderen van een kleine dinosauriër. Ze hadden een hoger stralingsniveau dan het andere gesteente. Hij schonk de fossielen in 2004 aan de Dalhousie University en in 2007 werden ze toegevoegd aan de verzameling van het Royal British Columbia Museum. Een studie uit 2008 concludeerde dat het een niet nader te determineren tweevoetig lid van de Neornithischia betrof, wellicht behorend tot de Pachycephalosauria of de Euornithopoda. Het exemplaar kreeg de bijnaam "Buster". In 2017 werd de originele vindplaats herontdekt; hierdoor geïnspireerd nieuw onderzoek leidde tot de conclusie dat het een nog onbekende soort was, een viervoeter en een verwant van Leptoceratops.

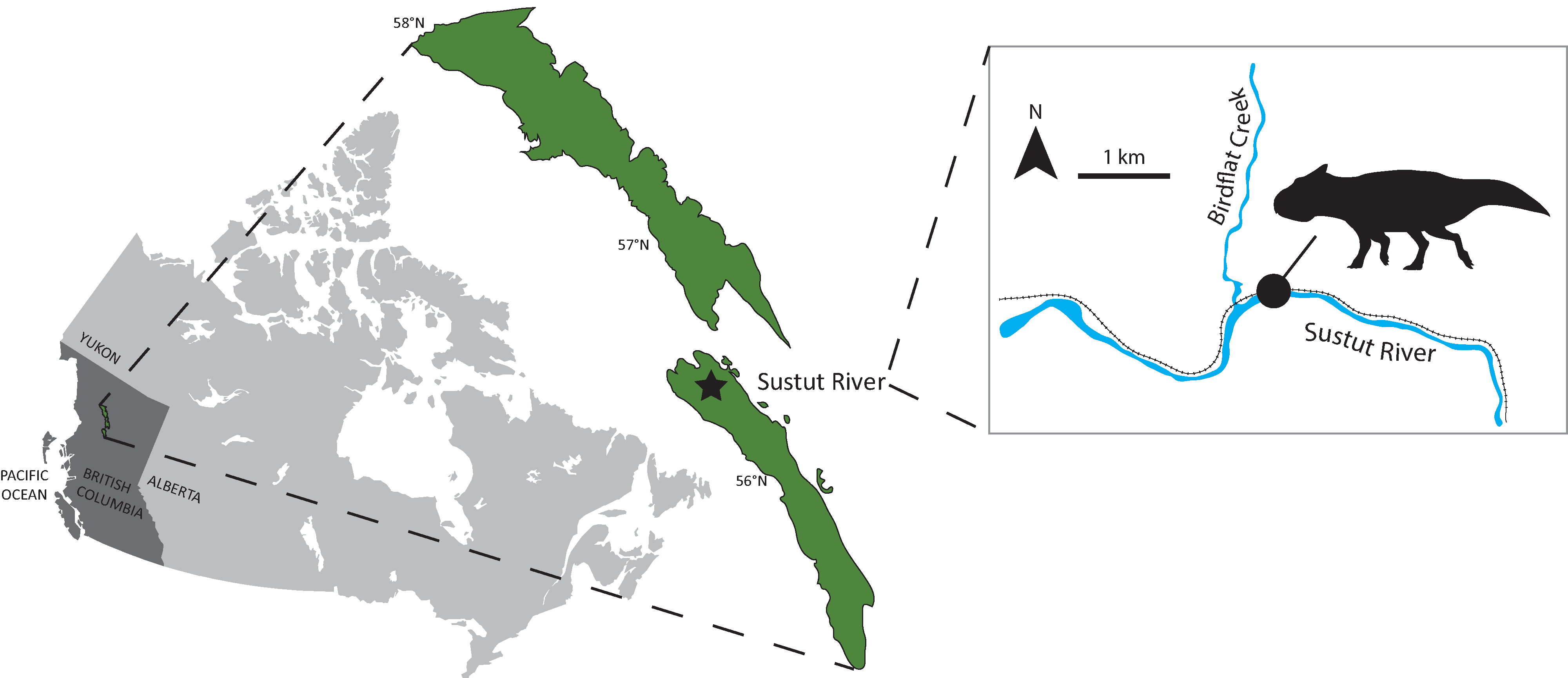
Locatie van de vindplaats

In 2019 werd de typesoort Ferrisaurus sustutensis benoemd en beschreven door Victoria Megan Atbour en David Christopher Evans. De geslachtsnaam is afgeleid van het Latijn ferrum, "ijzer", een verwijzing naar de spoorweg. De soortaanduiding verwijst naar de herkomst bij de Sustut. Omdat de naam gepubliceerd werd in een elektronisch tijdschrift zijn Life Science Identifiers verplicht voor de geldigheid ervan. Deze zijn 8430CA06-567E-45A6-B91E-19E51502369E voor het geslacht en A7F4267C-8CC6-49B6-8E52-2C2148929B14 voor de soort. Het is de eerste dinosauriër die uit British Colombia benoemd is.
Het holotype, RBCM P900 (eerder RBCM.EH2006.019), is gevonden in de Tatlatuiafzetting van de Tango Creek Formation die dateert uit het late Maastrichtien, tussen de 68,2 en 67,2 miljoen jaar oud. In 2008 werd nog gedacht dat het de oudere Brothers Peak Formation was. Het bestaat uit een gedeeltelijk skelet zonder schedel. Het omvat het onderste deel van het rechterravenbeksbeen, stukken van het linkerschouderblad, het linkerspaakbeen, het onderste uiteinde van de linkerellepijp, het onderste twee derden deel van het linkerscheenbeen en het linkerkuitbeen, vergroeid met het sprongbeen en hielbeen, de derde en vierde teen van de rechtervoet (minus hun eerste kootjes) en een nog niet geprepareerd steenblok met daarin zichtbaar vermoedelijke delen van vier middenvoetsbeenderen, mogelijk van de linkervoet. Vermoedelijk lag het skelet oorspronkelijk in verband en is het door de graafwerkzaamheden gebroken en verspreid. De tenen bevinden zich nog steeds in articulatie. De individuele leeftijd van het exemplaar is onzeker. De geringe grootte zou erop kunnen wijzen dat het een jong dier betreft maar daartegen spreekt de vergroeiing van sprongbeen en hielbeen.

## Beschrijving

### Grootte en onderscheidende kenmerken
Het holotype van Ferrisaurus is een klein dier, waarvan de lengte geschat is op 175 centimeter. Volgens een persbericht zou dit overeenkomen met een gewicht van 150 kilogram.
De beschrijvers wisten enkele onderscheidende kenmerken vast te stellen. Bij de derde en vierde teen is het voorlaatste kootje (ongeveer) gelijk in lengte met het voorliggende kootje, in plaats van korter. Het sprongbeen en hielbeen zijn versmolten. Het onderste uiteinde van de ellepijp is relatief breed ten opzichte van de lengte van het spaakbeen. Het onderste uiteinde van de ellepijp is naar binnen gebogen in plaats van recht. Hierin verschilt Ferisaurus van (sommige) Leptoceratopidae. De kenmerken zijn dus alleen onderscheidend als het dier werkelijk tot die groep behoort en zouden ook een aanwijzing kunnen zijn dat dit juist niet het geval is.

### Skelet

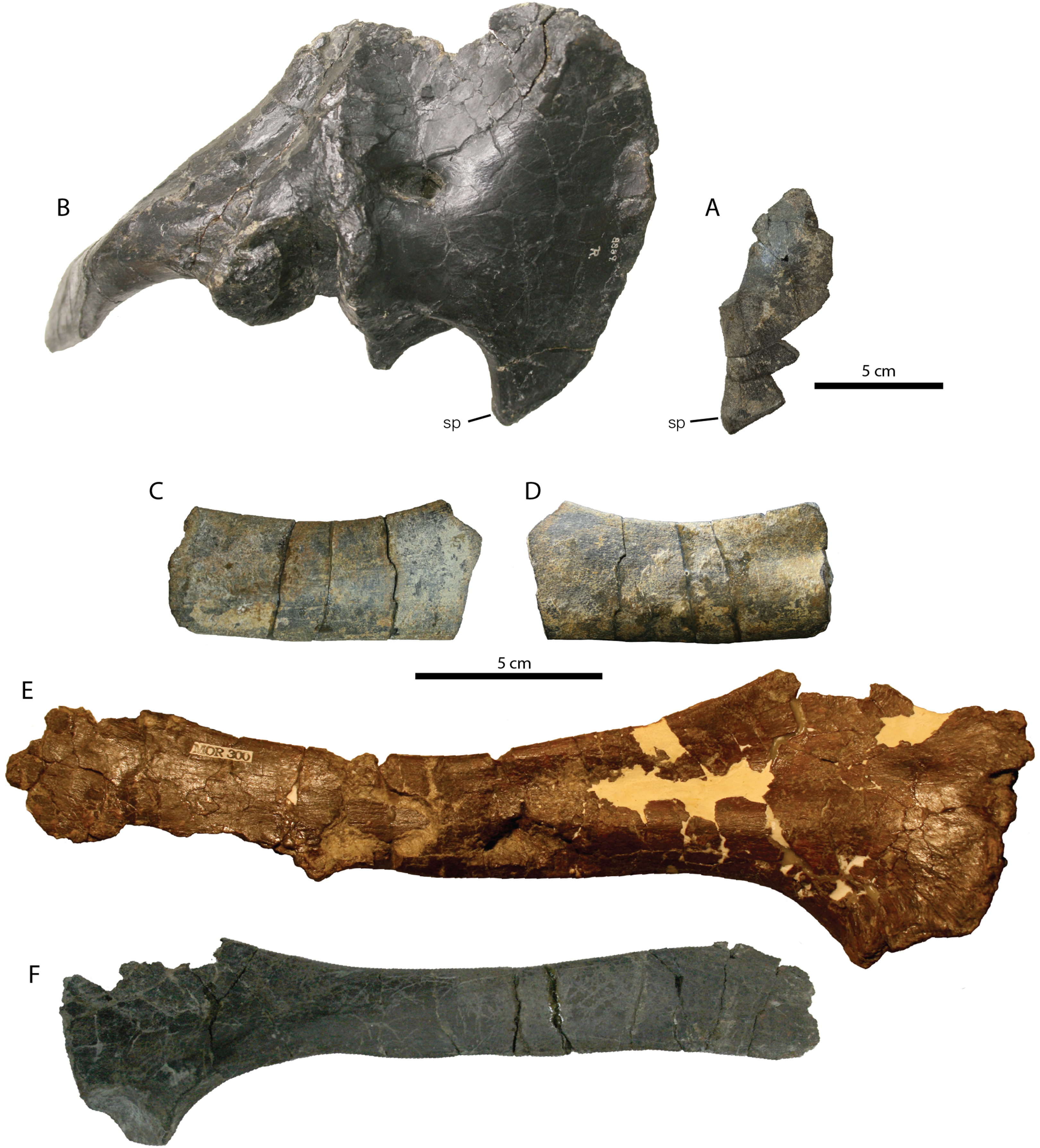
Delen van de schoudergordel

Bij het ravenbeksbeen, dat men in 2008 niet wist te identificeren, is de voorrand relatief recht. De voorrand/bovenrand van het schouderblad, waarvan het middenstuk in 2008 voor een rib werd aangezien, is juist opvallend hol gekromd.

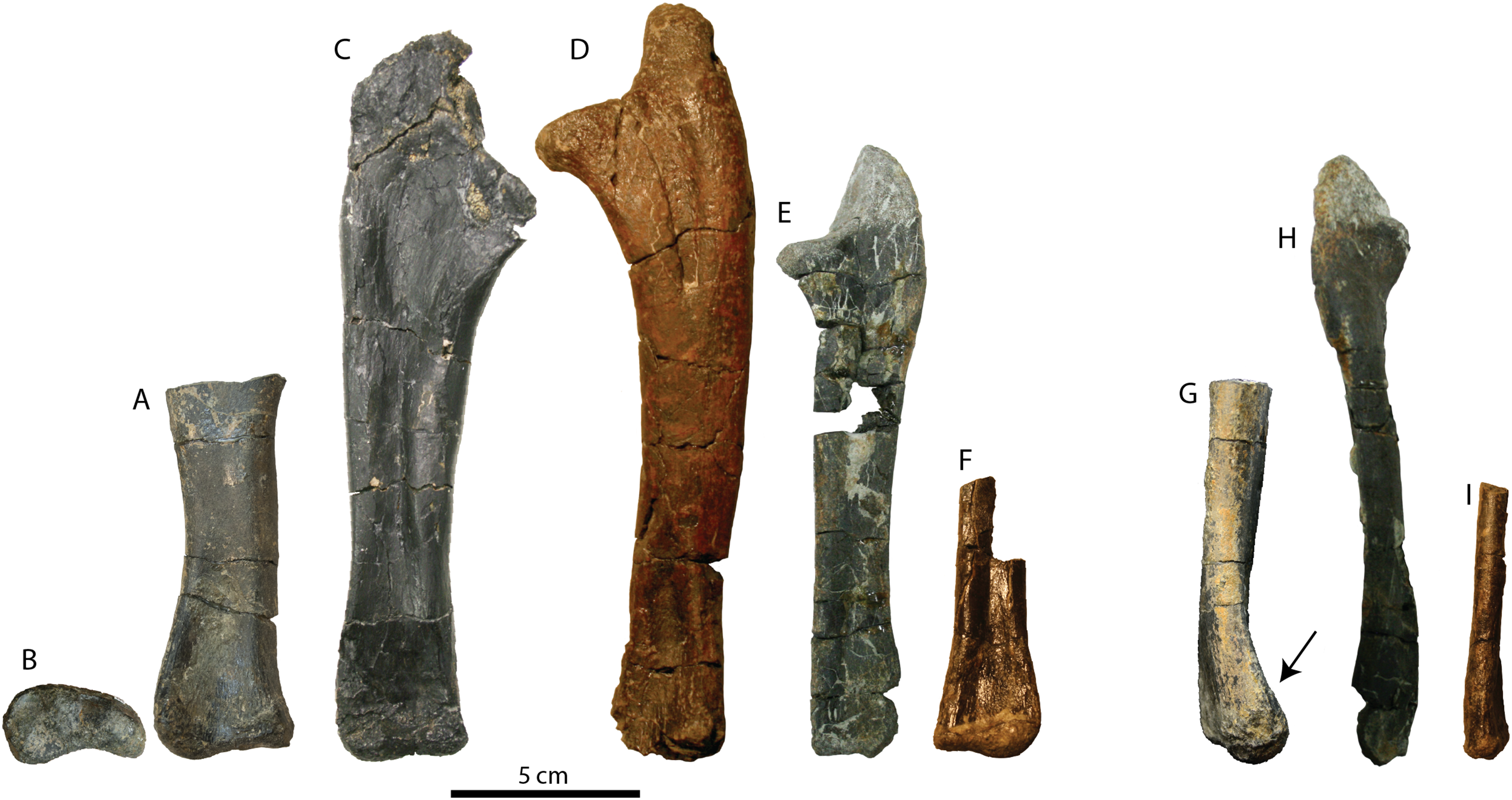
De ellepijp vergeleken met de ulnae van verwanten

Het spaakbeen is 135 millimeter lang. Het bovenvlak is relatief vlak en de schacht mist een duidelijke bult in het midden. De ellepijp, in 2008 voor een stuk opperarmbeen aangezien, zou in verhouding tot het spaakbeen gaaf zeventien tot achttien centimeter lang moeten zijn geweest. Het bewaarde stuk doet echter een wat robuustere bouw vermoeden, vijftien tot zeventien centimeter in lengte. Het onderste uiteinde is plat, licht verbreed en naar binnen gebogen. Zo'n buiging toont ook Cerasinops en Prenoceratops.
De lengte van het scheenbeen is geschat als liggend tussen de eenendertig en drieëndertig centimeter. Van binnen of buiten bezien heeft de onderkant ervan een driehoekig profiel doordat de malleoli, de beenstijlen naar de gewrichtsknobbel, verbredend uitlopen. Dit profiel is uniek voor de leptoceratopiden maar werd niet in de diagnose opgenomen. In vooraanzicht of achteraanzicht is de schacht recht, zonder knik.

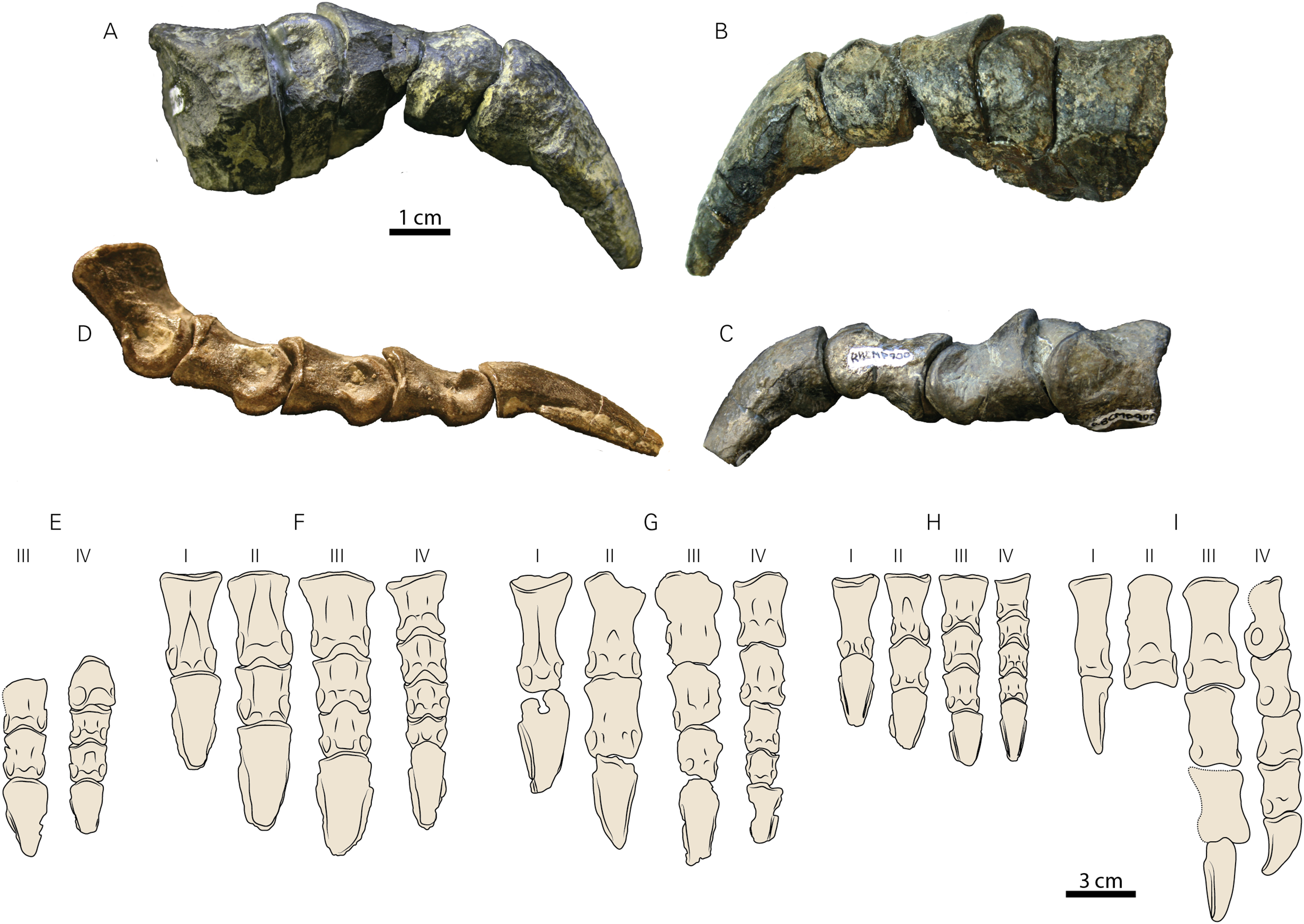
Vergelijking van de tenen

De teenkootjes zijn iets langer dan breed maar toch bijna kubusvormig. Hun scharniergewrichten, met uitstekende schijfvormige gewrichtsknobbels, zijn duidelijk anders dan bij kleine Cerapoda buiten de Ceratopia. Ze komen ook niet voor bij Hadrosauridae. Bij leptoceratopiden is het voorlaatste kootje duidelijk korter, met tussen de 75% en 90% van de lengte, dan het voorliggende kootje. Bij Ferrisaurus is het voorlaatste kootje zelfs wat langer. De voetklauwen zijn lang en dun. met een geleidelijk gekromd ondervlak. Dat verschilt van de hoefvormige klauwen bij Coronosauria. De zijgroeven van de klauwen zijn ondiep; een groeve in het ondervlak ontbreekt. De klauwen lijken relatief hoog maar dat kan een gevolg zijn van compressie van het fossiel.

## Fylogenie

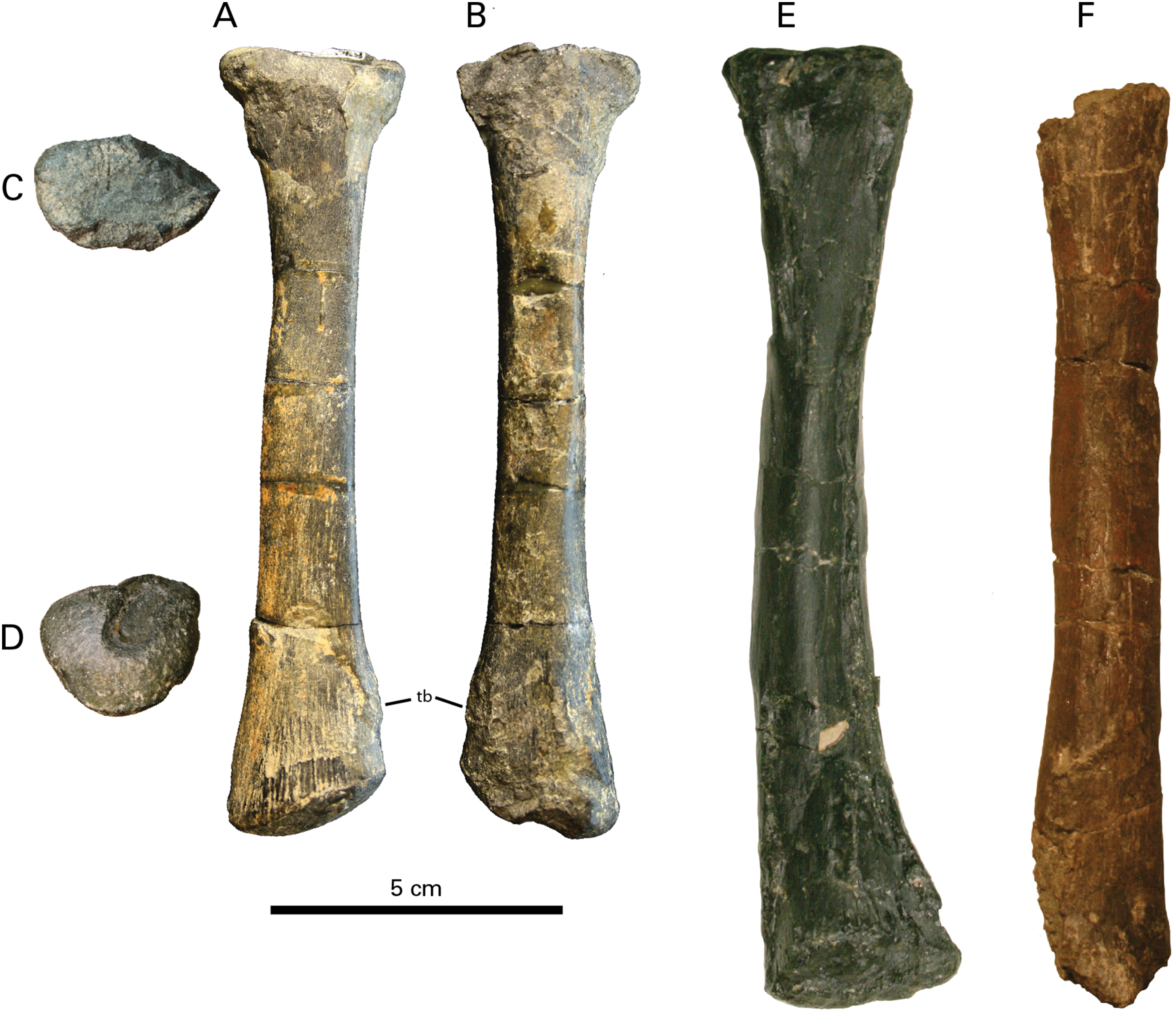
Het spaakbeen vergeleken

Ferrisaurus werd binnen de Ceratopia in de Leptoceratopidae geplaatst. Deze plaatsing was niet het gevolg van een exacte kladistische analyse. Men concludeerde ertoe op basis van een kwalitatieve anatomische vergelijking. De scharniergewrichten van de tenen en hun spitse klauwen leken te bewijzen dat het geen jong was van een of ander lid van de Ceratopidae. De teenkootjes zijn robuuster en korter dan bij typische euornithopoden en pachycephalosauriërs van de periode. Hun gewrichtsvlakken zijn ook bovenaan wat puntiger.
Eenmaal geconcludeerd hebbende dat het een leptoceratopide betrof, voerde men de eigenschappen van de soort in een datamatrix voor Ceratopia in. Daarin viel Ferrisaurus uit als deel van een grote polytomie of kam, een gevolg van de schamelheid van de gevonden resten.

## Levenswijze
Ferrisaurus was een planteneter. Het bassin waar het dier gevonden is, was ook toen al door hoge bergketens omgeven en lijkt een bevestiging voor de hypothese dat leptoceratopiden bewoners van hoogvlakten waren wat hun relatieve zeldzaamheid als fossielen kan verklaren. Indertijd lag het bassin een stuk zuidelijker, op 48° N, wat Ferrisaurus tot de zuidelijkst bekende leptoceratopide van Laramidia zou maken. Verwanten uit het Maastrichtien zijn Montanoceratops en Leptoceratops zelf.